# Judge Rinder
Judge Rinder (engelsk originaltitel: Judge Rinder) är en engelsk realityserie där autentiska civilrättsliga rättegångsfall behandlas av domaren Robert Rinder. Robert Rinders domslut fungerar som en bindande skiljedom. Programmet har spelats in sedan 2014. Serien distribueras och sänds av ITV. I Sverige sänds serien på Investigation Discovery och Sjuan.

## Säsonger
| Säsong | Start datum       | slut datum       | Antal episoder |
| ------ | ----------------- | ---------------- | -------------- |
| 1      | 11 augusti 2014   | 5 september 2014 | 20             |
| 2      | 5 januari 2015    | 24 april 2015    | 70             |
| 3      | 28 september 2015 | 19 februari 2016 | 95             |
| 4      | 3 oktober 2016    | 2017             | ???            |